# Aktuarvereinigung Österreichs
Die Aktuarvereinigung Österreichs (AVÖ) ist die versicherungsmathematische Interessenvertretung der österreichischen Aktuare (Versicherungsmathematiker).

## Geschichte
Der Vereinigung wurde 1971 gegründet (Genehmigung durch die Vereinsbehörde am 25. Februar 1971) und 1995 in eine berufsständische Vereinigung umgewandelt.
Initiator der Gründung und langjährig erster Präsident war Heimo Nabl (* 1912). 
Der Schwerpunkt der Tätigkeit der AVÖ liegt in der Aus- und Weiterbildung ihrer Mitglieder, in der Vertretung der Interessen nach innen und außen, in der Erarbeitung von allgemeinen Richtlinien zur Unterstützung der aktuariellen Tätigkeit, in der Erarbeitung von Verordnungen zu Gesetzen sowie Richtlinien zur Gesetzesinterpretation. Standesregeln dienen den Mitgliedern als Maßstab für ihr Verhalten und außenstehenden Personen als Wegweiser der hoch gesteckten Ziele und der Kompetenz der Mitglieder.
Wirtschaftlich orientierte Aktivitäten wie z. B. die Lizenzierung von Rechnungsgrundlagen oder die Organisation von Aus- und Weiterbildungsveranstaltungen werden über die 2010 gegründete Österreichische Förderungsgesellschaft der Versicherungsmathematik GmbH (ÖFdV GmbH) abgewickelt, deren alleiniger Gesellschafter die AVÖ ist.

## Internationale Kontakte
Die AVÖ pflegt die Kontakte zu den Interessenvertretungen und Berufsverbänden in anderen Ländern, sie ist sowohl Vollmitglied im europäischen Dachverband (Actuarial Association of Europe, AAE) als auch Vollmitglied in der internationalen Aktuarvereinigung (International Actuarial Association, IAA). Insbesondere wird die berufliche Qualifikation als Anerkannter Aktuar innerhalb des europäischen Dachverbands gegenseitig anerkannt.
Seit 2011 wird zusammen mit den elf Aktuarvereinigungen in Belgien, Deutschland, Frankreich, Griechenland, Italien, Polen, Portugal, Schweiz, Slowenien, Türkei und Ungarn das European Actuarial Journal herausgegeben und über den Springer-Verlag vertrieben; diese Fachzeitschrift ersetzt die früheren Mitgliederzeitschriften.
Eine besondere Kooperation besteht mit der Deutschen Aktuarvereinigung (DAV), der Schweizerischen Aktuarvereinigung (SAV) und der Aktuarvereinigung in den Niederlanden; gemeinsam wird die Europäische Aktuarakademie (EAA, European Actuarial Academy) betrieben und eine Lehrbuchreihe (EAA Series) herausgegeben.

## Bisherige Präsidenten und ihre Amtszeiten
- Heimo Nabl (* 1912) (1971 bis 1985)
- Ernst Kompast († 2. Juni 2003) (1986 bis 8. April 1992)
- Eduard Wimmer (8. April 1992 bis 31. Dezember 1998)
- Helmut Holzer (1. Jänner 1999 bis 12. Mai 2005)
- Klaus Wegenkittl (12. Mai 2005 bis 14. Mai 2008)
- Christoph Krischanitz (14. Mai 2008 bis 12. Juni 2014)
- Manfred Rapf (12. Juni 2014 bis 26. Juni 2020)
- Hartwig Sorger (seit 26. Juni 2020)

## Mitgliederzahlen
| Mitgliederzahlen der Aktuarvereinigung Österreichs (2005–2012) | Mitgliederzahlen der Aktuarvereinigung Österreichs (2005–2012) | Mitgliederzahlen der Aktuarvereinigung Österreichs (2005–2012) | Mitgliederzahlen der Aktuarvereinigung Österreichs (2005–2012) | Mitgliederzahlen der Aktuarvereinigung Österreichs (2005–2012) | Mitgliederzahlen der Aktuarvereinigung Österreichs (2005–2012) | Mitgliederzahlen der Aktuarvereinigung Österreichs (2005–2012) | Mitgliederzahlen der Aktuarvereinigung Österreichs (2005–2012) | Mitgliederzahlen der Aktuarvereinigung Österreichs (2005–2012) |
| -------------------------------------------------------------- | -------------------------------------------------------------- | -------------------------------------------------------------- | -------------------------------------------------------------- | -------------------------------------------------------------- | -------------------------------------------------------------- | -------------------------------------------------------------- | -------------------------------------------------------------- | -------------------------------------------------------------- |
| Stichzeitpunkt                                                 | Mai 2005                                                       | Mai 2006                                                       | Mai 2007                                                       | Mai 2008                                                       | Mai 2009                                                       | Juni 2010                                                      | Juni 2011                                                      | Juni 2012                                                      |
| Ordentliche Mitglieder                                         | 341                                                            | 364                                                            | 383                                                            | 384                                                            | 410                                                            | 422                                                            | 433                                                            | 430                                                            |
| Davon anerkannte Aktuare                                       | 205                                                            | 213                                                            | 225                                                            | 232                                                            | 244                                                            | 260                                                            | 270                                                            | 274                                                            |
| Assoziierte Mitglieder                                         | 005                                                            |                                                                |                                                                | 018                                                            | 021                                                            | 023                                                            | 026                                                            | 026                                                            |
| Außerordentliche Mitglieder                                    | 005                                                            |                                                                |                                                                | 012                                                            | 016                                                            | 015                                                            | 015                                                            | 015                                                            |
| Unterstützende Mitglieder (Unternehmen)                        | 030                                                            | 030                                                            | 031                                                            | 031                                                            | 032                                                            | 032                                                            | 032                                                            | 029                                                            |

| Mitgliederzahlen der Aktuarvereinigung Österreichs (ab 2013) | Mitgliederzahlen der Aktuarvereinigung Österreichs (ab 2013) | Mitgliederzahlen der Aktuarvereinigung Österreichs (ab 2013) | Mitgliederzahlen der Aktuarvereinigung Österreichs (ab 2013) | Mitgliederzahlen der Aktuarvereinigung Österreichs (ab 2013) | Mitgliederzahlen der Aktuarvereinigung Österreichs (ab 2013) | Mitgliederzahlen der Aktuarvereinigung Österreichs (ab 2013) | Mitgliederzahlen der Aktuarvereinigung Österreichs (ab 2013) | Mitgliederzahlen der Aktuarvereinigung Österreichs (ab 2013) |
| ------------------------------------------------------------ | ------------------------------------------------------------ | ------------------------------------------------------------ | ------------------------------------------------------------ | ------------------------------------------------------------ | ------------------------------------------------------------ | ------------------------------------------------------------ | ------------------------------------------------------------ | ------------------------------------------------------------ |
| Stichzeitpunkt                                               | Juni 2013                                                    | Juni 2014                                                    | Juni 2015                                                    | Juni 2016                                                    | Juni 2017                                                    | 31.12.2018                                                   | 31.12.2019                                                   | 30.6.2020                                                    |
| Ordentliche Mitglieder                                       | 466                                                          | 474                                                          | 488                                                          | 505                                                          | 502                                                          | 523                                                          | 526                                                          | 541                                                          |
| Davon anerkannte Aktuare                                     | 283                                                          | 290                                                          | 293                                                          | 306                                                          | 314                                                          | 325                                                          | 347                                                          | 349                                                          |
| Davon ruhend gestellte Aktuare                               | 002                                                          | 008                                                          | 013                                                          | 015                                                          | 019                                                          | 020                                                          | 023                                                          | 026                                                          |
| Davon assoziierte Aktuare                                    | 024                                                          | 022                                                          | 022                                                          | 022                                                          | 016                                                          | 014                                                          | 022                                                          | 021                                                          |
| Außerordentliche Mitglieder                                  | 017                                                          | 017                                                          | 018                                                          | 019                                                          | 015                                                          | 015                                                          | 011                                                          | 012                                                          |
| Unterstützende Mitglieder (Unternehmen)                      | 029                                                          | 028                                                          | 028                                                          | 027                                                          | 025                                                          | 025                                                          | 026                                                          | 025                                                          |